# Raïon de Bargouzine
Le raïon de Bargouzine (en bouriate : Баргажанай аймаг, Bagrajanaï raïon, en russe : Баргузи́нский райо́н, Bargouzinski raïon) est une subdivision administrative (raïon) et une municipalité (raïon municipal) de la république de Bouriatie en Russie. Situé en Sibérie orientale, le raïon se situe dans une zone montagneuse du centre de la république,et est baignée par le lac Baïkal, site classé au patrimoine mondial de l'UNESCO. Son centre administratif est la ville de Bargouzine, et il compte en tout 31 localités. Sa population s'élevait à 19 820 habitants en 2023.

## Politique et administration

### Statut
Le raïon est un des 21 raïons de la république de Bouriatie, dans le district fédéral extrême-oriental. Il est un raïon municipal, et comporte ainsi plusieurs municipalités à l'intérieur de lui,.

### Élections
Le raïon se trouve dans la circonscription législative fédérale de la Bouriatie (no 9).

### Divisions
Le raïon compte 31 localités réparties en 10 municipalités.
| Liste des localités du raïon | Liste des localités du raïon | Liste des localités du raïon | Liste des localités du raïon | Liste des localités du raïon | Liste des localités du raïon        |
| N°                           | Localité                     | Nom russe                    | Statut                       | Population Recensement 2021  | Municipalité                        |
| ---------------------------- | ---------------------------- | ---------------------------- | ---------------------------- | ---------------------------- | ----------------------------------- |
| 1                            | Adamovo                      | Адамово                      | village                      | 201                          | Établissement rural d'Adamovo       |
| 2                            | Bargouzine                   | Баргузин                     | village                      | 4850                         | Établissement rural de Bargouzine   |
| 3                            | Baïangol                     | Баянгол                      | ulus                         | 1273                         | Établissement rural de Baïangol     |
| 4                            | Bodon                        | Бодон                        | village                      | 150                          | Établissement rural de Souvo        |
| 5                            | Borogol                      | Борогол                      | ulus                         | 239                          | Établissement rural de Khilgana     |
| 6                            | Goussikha                    | Гусиха                       | village                      | 234                          | Établissement urbain de Bargouzine  |
| 7                            | Douchelan                    | Душелан                      | village                      | 111                          | Établissement rural d'Ouro          |
| 8                            | Jouravlikha                  | Журавлиха                    | possiolok                    | 79                           | Établissement rural d'Adamovo       |
| 9                            | Zorno                        | Зорино                       | village                      | 53                           | Établissement rural d'Adamovo       |
| 10                           | Ina                          | Ина                          | possiolok                    | 247                          | Établissement rural de Baïangol     |
| 11                           | Katoun                       | Катунь                       | village                      | 5                            | Établissement urbain de Bargouzine  |
| 12                           | Kourboulik                   | Курбулик                     | possiolok                    | 85                           | Établissement urbain de Bargouzine  |
| 13                           | Makarinino                   | Макаринино                   | village                      | 271                          | Établissement rural d'Adamovo       |
| 14                           | Maksimikha                   | Максимиха                    | village                      | 204                          | Établissement urbain de Bargouzine  |
| 15                           | Maloïe Ouro                  | Малое Уро                    | village                      | 165                          | Établissement rural d'Ouro          |
| 16                           | Monakhovo                    | Монахово                     | possiolok                    |                              | Établissement urbain de Bargouzine  |
| 17                           | Nesterikha                   | Нестериха                    | village                      | 204                          | Établissement rural de Bargouzine   |
| 18                           | Soïol                        | Соёл                         | ulus                         | 159                          | Établissement rural de Baïangol     |
| 19                           | Souvo                        | Суво                         | village                      | 308                          | Établissement rural de Souvo        |
| 20                           | Soukhaïa                     | Сухая                        | possiolok                    | 6                            | Établissement rural d'Ouliouktchkan |
|                              | Ouchkanine Ostrova           | Ушканьи острова              | possiolok                    | 3                            | Établissement urbain de Bargouzine  |
| 21                           | Ouliouktchkan                | Улюкчикан                    | ulus                         | 345                          | Établissement rural d'Ouliouktchkan |
| 22                           | Oulioun                      | Улюн                         | ulus                         | 859                          | Établissement rural d'Ouliouktchkan |
| 23                           | Ourjil                       | Уржил                        | ulus                         | 224                          | Établissement rural de Baïangol     |
| 24                           | Ouro                         | Уро                          | village                      | 1162                         | Établissement rural d'Ouro          |
| 25                           | Oust-Bargouzine              | Усть-Баргузин                | commune urbaine              | 6193                         | Établissement urbain de Bargouzine  |
| 26                           | Khara-Oussoun                | Хара-Усун                    | ulus                         | 119                          | Établissement rural de Baïangol     |
| 27                           | Khilgana                     | Хилгана                      | ulus                         | 688                          | Établissement rural de Khilgana     |
| 28                           | Tchitkan                     | Читкан                       | village                      | 804                          | Établissement rural de Tchitkan     |
| 29                           | Chapenkovo                   | Шапеньково                   | village                      | 131                          | Établissement rural de Bargouzine   |
| 30                           | Ioubileïny                   | Юбилейный                    | possiolok                    | 761                          | Établissement rural de Ioubileïny   |
| 31                           | Iarikta                      | Ярикта                       | ulus                         | 117                          | Établissement rural d'Ouliouktchkan |